# Glück Jenő (történész)
Glück Jenő (Arad, 1927. szeptember 27. – Arad, 2004. november 27.) erdélyi magyar történész, helytörténész.

## Életútja
A középiskolát szülővárosában végezte, a Bolyai Tudományegyetemen történelem szakos tanári diplomát szerzett (1952). Tíz éven át az Aradi Múzeum osztályvezetője, 1960-tól szülővárosában tanított. Első írását a Vörös Lobogó közölte (1954), cikkei, tanulmányai a Korunk, Művelődés, Revista Arhivelor, Ziridava, Volk und Kultur, Forschungen zur Volks und Landeskunde, Studia et Acta Musei "Nicolae Bălcescu" s napilapok hasábjain jelentek meg.
Érdeklődési köre elsősorban helytörténeti: önállóan vagy másokkal együtt Arad, Borosjenő, Lippa történetéből tárt fel adatokat, az 1849-es aradi vértanúk hagyományát idézte. Román és magyar politikusok, írók, művészek – köztük Eftimiu Murgu, Csiky Gergely, Octavian Goga, Bartók Béla, Gaál Gábor – életrajzának aradi vonatkozásait kutatta, feldolgozta az 1877–78-as román függetlenségi háború bánsági visszhangját, a forradalmi paraszt- és munkásmozgalmak helyszíni múltját ismertette.
Kiegészítő helyi dokumentációval járult hozzá a román irodalom klasszikusainak ismeretéhez, munkatársa egy Xenopol-emlékfüzetnek (Arad, 1970), Vasile Alecsandri, Alexandru Macedonski és Mihail Sadoveanu emlékfüzetének (Arad, 1971) és egy Slavici-emlékfüzetnek (Arad, 1973), valamint az aradi Népi Egyetem kiadásában megjelent Studii şi documente privind activitatea lui Ioan Slavici c. sokszorosított munkának (I–II. Arad, 1976). Románul ismertette az aradi Ady Endre Társaság történetét (Ziridava XIII. Arad, 1981).
Társszerzője Arad megye turisztikai útikalauzának (1974); összeállította, bevezette és jegyzetekkel kísérte Fialla Lajos magyar orvos 1877–78-as háborús emlékeit (románul és magyarul, 1977).
2003-ban az 1925-ben „elrejtett” aradi Szabadság-szobor visszaállítása kapcsán nyilatkoztak az erdélyi közéleti személyiségek, köztük Egyed Ákos történész, Kovács András művészettörténész, Tőkés László püspök, Glück Jenő aradi helytörténész. Glück megállapítja, hogy sajnos az aktuálpolitika útvesztőjébe került az 1848–49-es forradalom és szabadságharc megítélésének kérdése és az azt szimbolizáló aradi Szabadság-szobor, holott teljes román csapattestek harcoltak a magyar szabadságharcosok oldalán. Kijelentette: „Arad kapcsán az európai lexikonok többsége a 13 vértanú tábornok kivégzését jegyzi európai jelentőségű eseményként. Teljesen természetes tehát a történelmi esemény megörökítését célzó igény.”

## Kötetei
- Ocskó Teréz (életrajz románul 1972, magyarul 1978);
- Aradul muncitoresc (Al. Roz társszerzővel, 1983).